# Unicodeblock Optische Zeichenerkennung
Der Unicodeblock Optische Zeichenerkennung (englisch  Optical Character Recognition, U+2440 bis U+245F) enthält Sonderzeichen, die vor allem früher auf maschinenlesbaren Datenträgern (z. B. Überweisungsträgern) verwendet wurden, die mit OCR-Software gelesen wurden.

## Tabelle
Alle Zeichen haben die Kategorie Anderes Symbol und die bidirektionale Klasse Anderes neutrales Zeichen.
| Unicodenummer | Zeichen (400 %) | Offizielle Bezeichnung         | Beschreibung                           |
| ------------- | --------------- | ------------------------------ | -------------------------------------- |
| U+2440 (9280) | ⑀               | OCR HOOK                       | OCR-Haken                              |
| U+2441 (9281) | ⑁               | OCR CHAIR                      | OCR-Stuhl                              |
| U+2442 (9282) | ⑂               | OCR FORK                       | OCR-Gabel                              |
| U+2443 (9283) | ⑃               | OCR INVERTED FORK              | OCR-Gabel umgedreht                    |
| U+2444 (9284) | ⑄               | OCR BELT BUCKLE                | OCR-Gürtelschnalle                     |
| U+2445 (9285) | ⑅               | OCR BOW TIE                    | OCR-Fliege                             |
| U+2446 (9286) | ⑆               | OCR BRANCH BANK IDENTIFICATION | OCR-Bankleitzahl                       |
| U+2447 (9287) | ⑇               | OCR AMOUNT OF CHECK            | OCR-Zahlungsbetrag des Schecks         |
| U+2448 (9288) | ⑈               | OCR DASH                       | OCR-Strich                             |
| U+2449 (9289) | ⑉               | OCR CUSTOMER ACCOUNT NUMBER    | OCR-Kundennummer                       |
| U+244A (9290) | ⑊               | OCR DOUBLE BACKSLASH           | OCR-Doppelter umgekehrter Schrägstrich |